# Collegio elettorale di Torino 4 (Senato della Repubblica)
Il collegio Torino 4 fu un collegio elettorale uninominale della Repubblica Italiana appartenente alla Circoscrizione Piemonte; fu utilizzato per eleggere un senatore della Repubblica nella XII, XIII e XIV legislatura.
Venne istituito nel 1993 con la cosiddetta Legge Mattarella (Legge n. 276, Norme per l'elezione del Senato della Repubblica), attuata in seguito al referendum abrogativo del 1993. La legge istituì per la Camera dei deputati e per il Senato della Repubblica un sistema di elezione misto, in parte maggioritario e in parte proporzionale. Il 75% dei parlamentari dell'assemblea veniva eletto in collegi uninominali tramite sistema maggioritario a turno unico; il restante 25% al Senato veniva eletto tramite recupero proporzionale dei più votati non eletti attraverso un meccanismo di calcolo denominato scorporo, cioè sottraendo dal conteggio dei voti totali di una lista nella parte proporzionale i voti ottenuti dai candidati collegati alla medesima lista che erano eletti nei collegi uninominali con il sistema maggioritario.
Il collegio venne abolito insieme a tutti gli altri che costituivano il Senato con la promulgazione della legge elettorale successiva, la cosiddetta Legge Calderoli. Questa prevedeva un sistema proporzionale con premio di maggioranza, che al Senato veniva attribuito a livello regionale.

## Territorio
Il collegio Torino 1 era uno dei 17 collegi uninominali in cui era suddiviso il Piemonte e, come previsto dal D.Lgs. del 20 dicembre 1993 n. 535, comprendeva parte del comune di Torino, in particolare le aree del Lingotto e di Mirafiori; il capoluogo piemontese complessivamente contava quattro collegi uninominali al Senato.

## Eletti
| Elezione | Elezione | Senatore               | Partito            |
| -------- | -------- | ---------------------- | ------------------ |
|          | 1994     | Gian Giacomo Migone    | Progressisti (PDS) |
|          | 1996     | Gian Giacomo Migone    | L'Ulivo (PDS)      |
|          | 2001     | Maria Chiara Acciarini | L'Ulivo (PDS)      |

## Dati elettorali

### XII legislatura
|                               | Gian Giacomo Migone ✔️ Eletto | Progressisti               | 51 281  | 33,74 |  |  |  |  |  |
|                               | Ezio Gribaudo                 | Polo delle Libertà         | 45 723  | 30,08 |  |  |  |  |  |
|                               | Ettore Peyron                 | Patto per l'Italia         | 19 434  | 12,79 |  |  |  |  |  |
|                               | Michele Antinoro              | Alleanza Nazionale         | 16 041  | 10,55 |  |  |  |  |  |
|                               | Piergiorgio Contrafatto       | Lista Pannella-Riformatori | 7 395   | 4,87  |  |  |  |  |  |
|                               | Marcello Nerattini            | Verdi Verdi                | 5 121   | 3,37  |  |  |  |  |  |
|                               | Francesco Gariglio            | Partito Pensionati         | 4 539   | 2,99  |  |  |  |  |  |
|                               | Alberto Dolfi                 | Lega per il Piemonte       | 1 921   | 1,26  |  |  |  |  |  |
|                               | Nicola Cassano                | Rinnovamento               | 540     | 0,36  |  |  |  |  |  |
| Totale                        | Totale                        | Totale                     | 151 995 | 100   |  |  |  |  |  |
|                               |                               |                            |         |       |  |  |  |  |  |
| Voti non validi               | Voti non validi               | Voti non validi            | 7 398   | 4,64  |  |  |  |  |  |
| Votanti                       | Votanti                       | Votanti                    | 159 393 | 89,98 |  |  |  |  |  |
| Elettori                      | Elettori                      | Elettori                   | 177 148 |       |  |  |  |  |  |
|                               |                               |                            |         |       |  |  |  |  |  |
| Data: 27-28 marzo 1994        |                               |                            |         |       |  |  |  |  |  |
| Fonte: Ministero dell'interno |                               |                            |         |       |  |  |  |  |  |

### XIII legislatura
|                               | Gian Giacomo Migone ✔️ Eletto | L'Ulivo                   | 69 603  | 47,64 |  |  |  |  |  |
|                               | Lorenzo Piccioni              | Polo per le Libertà       | 49 374  | 33,80 |  |  |  |  |  |
|                               | Mario Marcellino              | Lega Nord                 | 16 803  | 11,50 |  |  |  |  |  |
|                               | Emma Balzaretti               | Verdi Verdi               | 4 719   | 3,23  |  |  |  |  |  |
|                               | Liliana Cavallo               | Partito Pensionati        | 3 882   | 2,66  |  |  |  |  |  |
|                               | Italo Trebbi                  | Socialista                | 864     | 0,59  |  |  |  |  |  |
|                               | Franco Noccetti               | Piemonte Nazione d'Europa | 844     | 0,58  |  |  |  |  |  |
| Totale                        | Totale                        | Totale                    | 146 089 | 100   |  |  |  |  |  |
|                               |                               |                           |         |       |  |  |  |  |  |
| Voti non validi               | Voti non validi               | Voti non validi           | 6 976   | 4,56  |  |  |  |  |  |
| Votanti                       | Votanti                       | Votanti                   | 153 065 | 86,50 |  |  |  |  |  |
| Elettori                      | Elettori                      | Elettori                  | 176 951 |       |  |  |  |  |  |
|                               |                               |                           |         |       |  |  |  |  |  |
| Data: 21 aprile 1996          |                               |                           |         |       |  |  |  |  |  |
| Fonte: Ministero dell'interno |                               |                           |         |       |  |  |  |  |  |

### XIV legislatura
|                               | Maria Chiara Acciarini ✔️ Eletta | L'Ulivo                              | 65 121  | 45,49 |  |  |  |  |  |
|                               | Ernesto Stajano                  | Casa delle Libertà                   | 53 688  | 37,51 |  |  |  |  |  |
|                               | Mario Contu                      | Partito della Rifondazione Comunista | 8 305   | 5,80  |  |  |  |  |  |
|                               | Salvatore Antonio Garofalo       | Lista Di Pietro                      | 5 927   | 4,14  |  |  |  |  |  |
|                               | Emilio Stefano Andrea Coveri     | Lista Bonino                         | 4 095   | 2,86  |  |  |  |  |  |
|                               | Maurizio Lupi                    | Verdi Verdi                          | 2 689   | 1,88  |  |  |  |  |  |
|                               | Giovanni Calabrese               | Fiamma Tricolore                     | 1 913   | 1,34  |  |  |  |  |  |
|                               | Sergio Bonfanti                  | Democrazia Europea                   | 1 407   | 0,98  |  |  |  |  |  |
| Totale                        | Totale                           | Totale                               | 143 145 | 100   |  |  |  |  |  |
|                               |                                  |                                      |         |       |  |  |  |  |  |
| Voti non validi               | Voti non validi                  | Voti non validi                      | 6 479   | 4,33  |  |  |  |  |  |
| Votanti                       | Votanti                          | Votanti                              | 149 624 | 84,15 |  |  |  |  |  |
| Elettori                      | Elettori                         | Elettori                             | 177 811 |       |  |  |  |  |  |
|                               |                                  |                                      |         |       |  |  |  |  |  |
| Data: 13 maggio 2001          |                                  |                                      |         |       |  |  |  |  |  |
| Fonte: Ministero dell'interno |                                  |                                      |         |       |  |  |  |  |  |